# لوسیل سونگ
لوسیل سونگ (انگلیسی: Lucille Soong؛ زادهٔ ۱۵ اوت ۱۹۳۸) یک هنرپیشه اهل ایالات متحده آمریکا است. وی از سال ۱۹۵۹ میلادی تاکنون مشغول فعالیت بوده‌است.
از فیلم‌های معروف که او در آن بازی کرده‌است می‌توان به بازی در فیلم جمعه عجیب و نه مرده اشاره کرد.